# (7) Iris
(7) Iris és un dels majors asteroides del cinturó d'asteroides. Té una superfície de color molt brillant i està compost probablement per una barreja de metalls de níquel-ferro i silicats de ferro i magnesi.
Va ser el setè asteroide descobert, el 13 d'agost de 1847 per John Russell Hind des de l'Observatori George Bishop de Londres. Fou el primer asteroide que descobrí.
El seu nom procedeix d'Iris, deessa grega de l'arc de Sant Martí.
Es va observar a Iris ocultant una estrella el 26 de maig de 1995 i posteriorment el 25 de juliol de 1997. D'ambdues observacions es va calcular un diàmetre d'uns 200 km.
Observacions del seu espectre visual suggereixen que per les seves propietats mineralògiques, Iris pot ser una font de meteorits condrites.